# Meinel (Familienname)
Meinel ist ein deutscher Familienname.

## Namensträger
- Aden Meinel (1922–2011), US-amerikanischer Astronom
- Adolf Meinel (1872–1953), deutscher Zitherbauer
- Adolf Richard Meinel (1910–2009), deutscher Zither- und Gitarrenbauer
- Arno Meinel (1899–1975), deutscher Pädagoge, Maler und Grafiker
- August Meinel (1868–1961), deutscher Geigenbauer in der Schweiz
- Carl August Meinel, deutscher Gitarrenbauer in Markneukirchen, Vater von August Meinel
- Christa Meinel (1938–2017), deutsche Skirennläuferin
- Christel Meinel (* 1957), deutsche Skilangläuferin
- Christian Gottlob Meinel (1812–1891), sächsischer Volksschullehrer und Politiker, MdL Sachsen
- Christoph Meinel (Historiker) (* 1949), deutscher Wissenschaftshistoriker
- Christoph Meinel (Informatiker) (* 1954), deutscher Informatiker
- Dieter Meinel (* 1949), deutscher Skilangläufer
- Edith Meinel (1911–2003), deutsch-österreichische Schauspielerin
- Edmund Meinel (1864–1943), deutscher Unternehmer und Politiker
- Eugen August Meinel (1819–1852), deutscher Mediziner
- Finn Meinel (* 1967), grönländischer Jurist und Sportfunktionär
- Florian Meinel (* 1981), deutscher Rechtswissenschaftler und Hochschullehrer
- Friederike Meinel (* 1974), deutsche Opernsängerin (Mezzosopran)
- Friedrich Meinel (Unternehmer) († 1911), deutscher Spielzeugfabrikant
- Friedrich Meinel (Organist) (1931–2024), deutscher Organist
- Friedrich August Meinel (Flötist) (1827–1902), deutscher Flötist, Kammermusiker und Musikpädagoge
- Friedrich August Meinel (Musikinstrumentenbauer) (1800–1867), deutscher Geigen- und Gitarrenbauer sowie Türmer in Wurzen
- Friedrich Wilhelm Meinel (1791–1879), deutscher Pfarrer und Politiker
- Gabriele Meinel (* 1956), deutsche Leichtathletin
- Günter Meinel (* 1938), deutscher Nordischer Kombinierer
- Helmar Meinel (* 1928), deutscher Journalist und Autor
- Helmfried Meinel (* 1954), deutscher politischer Beamter (Grüne)
- Johann Christoph Meinel († 1772), deutscher Orgelbauer
- Karl August Meinel (1877–1957), deutscher Major der Wehrmacht
- Kurt Meinel (1898–1973), deutscher Sportpädagoge
- Maria Meinel (* 1972), deutsche Übersetzerin
- Matthias Meinel (* 1977), deutscher Basketballspieler
- Max Meinel († 1942), deutscher Skisportler
- Paul Meinel (1865–1928), Schweizer Geigenbauer
- Petra Gabriele Meinel (1951–2001), deutsche Sprachtherapeutin und Autorin
- Reinhard Meinel (* 1958), deutscher Physiker
- Rico Meinel (* 1974), deutscher Skispringer
- Ulrike Meinel (* 1952), deutsche Zither- und Gitarrenbauerin
- Wilhelm von Meinel (1865–1927), deutscher Jurist und Politiker